# Prince of Wales Football Club
El Prince of Wales Football Club va ser un club de futbol de Gibraltar. Va ser fundat el 1892 com un dels primers equips de futbol de Gibraltar creat per civils. Tot i que ja no existeix, fins al 2014 va mantenir el rècord de més campionats de lliga de Gibraltar.

## Història
El futbol a Gibraltar, inicialment, només era realitzat per part de membres de les forces armades britàniques estacionades allí. El Prince of Wales Football Club ja existia el 1892, format per ciutadans gibraltarencs, essent un dels primers clubs que s'oposava als equips formats per militars que existien fins aquell moment. El 1893 es van formar dos equips més formats per civils, el Gibraltar FC i el Jubilee FC. L'interès per aquest esport es va intensificar tant que es va crear l'Associació de Futbol Civil de Gibraltar, el 1895, així com el primer campionat de futbol, la Merchants Cup.
El 1907 es va establir la Lliga de Futbol de Gibraltar, començant amb 8 equips. El Prince of Wales F.C., que ja havia aconseguit alguns campionats de copa, va proclamar-se campió del torneig inaugural. L'equip es va adjudicar el torneig domèstic un total de 19 vegades, incloent una ratxa de set títols en vuit temporades entre la 1920-21 i la 1927-28. Finsel 2014 va mantenir el rècord de tornejos guanyats, fins que aquell any va ser superat pel Lincoln Red Imps. En el transcurs de la Segona Guerra Mundial, la majoria dels partits de futbol a Gibraltar van ser entre el Prince of Wales F.C. i el Britannia F.C.. El Prince of Wales F.C. va adjudicar-se la Rock Cup, la copa de Gibraltar, el 1949. El seu darrer títol de lliga va produir-se el 1953. Més endavant, l'equip es va dissoldre.